# تأثیرات تنباکو بر سلامت انسان
تأثیرات تنباکو بر سلامت انسان قابل توجه هستند. تنباکو بزرگترین علت مرگ قابل پیشگیری در سطح جهان است. بسته به روش استفاده از تنباکو از قبیل کشیدن آن مانند سیگار، انفیه زنی آن، یا جویدن آن و مقدار استفاده از آن، شدت تأثیرات آن بر اندام‌ها متفاوت است. اعتیاد به تنباکو احتمال زیاد ابتلا به سرطان ریه و امراض قلبی را در بر دارد. سازمان بهداشت جهانی هشدار می‌دهد که با وجود همه برنامه‌های پیشگیرانه، در عرض ۳۰ سال گذشته، ۱۰۰ میلیون نفر به خاطر بیماری‌های ناشی از مصرف دخانیات جان سپرده‌اند، که این میزان خیلی بیشتر از مجموع تلفات ایدز، سل، تصادفات رانندگی و خودکشی‌ها است.
همراه با دود سیگار، هزاران مادهٔ سمی و جهشزا وارد دهان مصرف‌کننده می‌شود. همچنین مصرف سیگار با ابتلا به سرطان دهان و سرطان حنجره ارتباط مستقیم دارد. کشیدن سیگار، ابتلا به سرطان‌های پانکراس و سینه را افزایش داده و در ایجاد ناراحتی‌های مهلک تنفسی مؤثر است. احتمال سقط جنین و به دنیا آمدن جنین مرده در زنان سیگاری بیش از دیگران است.

## تأثیر سیگار بر سرطان

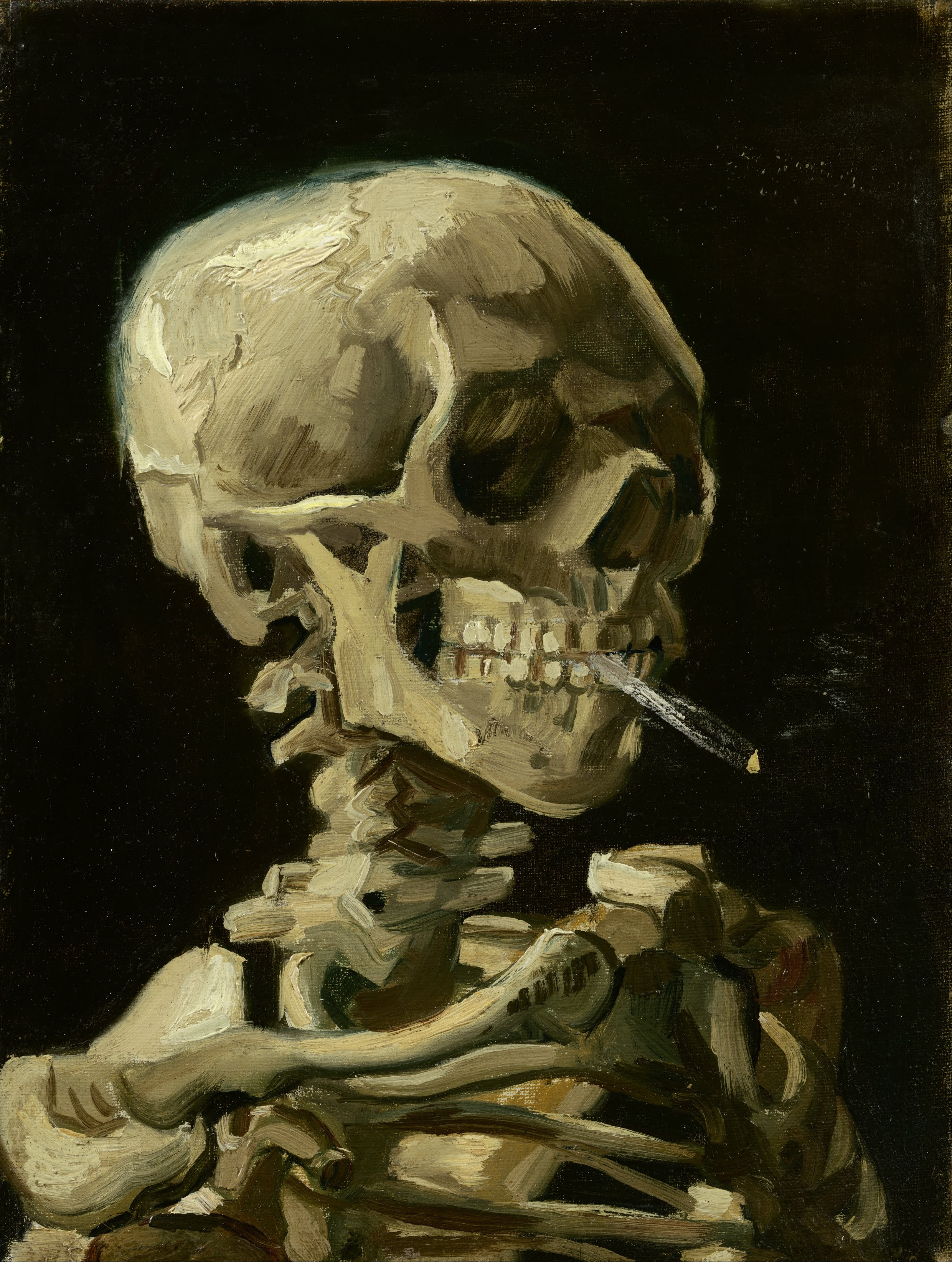
اسکلت با سیگار روشن اثر ونسان ون گوگ

به طور کلی می‌توان گفت که تمام سموم، می‌توانند به ایجاد بافت‌های سرطانی بینجامند. زیرا ثابت شده است که بدن، نوعی سپر سلولی نامیرا در برابر سموم ایجاد می‌کند که همان بافت سرطانی می‌باشد.
هر چه احتمال تماس دود سیگار با یک بافت بیشتر باشد، احتمال سرطانی شدن آن هم زیادتر می‌شود. این بافت‌ها شامل ریه‌ها، نای، نوک انگشتان، لب‌ها و دهان می‌باشند. به علاوه جوارحی که پس از جذب یا بلع نیکوتین در گیر می‌شوند، مانند کبد، معده، پانکراس و کلیه‌ها نیز احتمال سرطانی شدن دارند.

## تأثیر سیگار بر رگ‌ها
بد کار کردن کبد موجب افزایش آنزیم‌های کبدی و افزایش چربی‌های سبک می‌شود که باعث سفت شدن رگ‌ها (تصلب شرایین) و ته‌نشینی چربی در رگ‌های قلب (کرونرهای قلبی) خواهد شد.